# David Liss

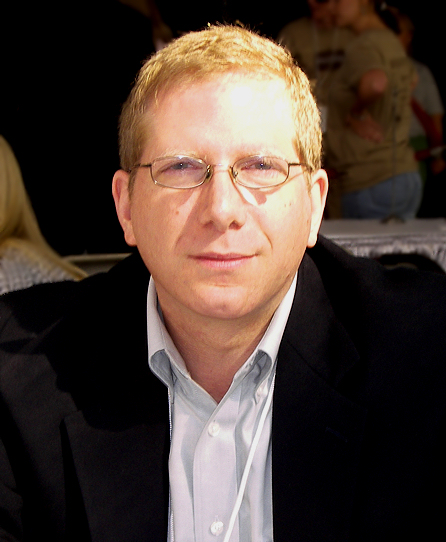
David Liss

David Liss (Nova Jérsei, 1966) é um romancista norte-americano, recentemente, também é conhecido como roteirista de histórias em quadrinhos.

## Biografia
Nasceu em Nova Jérsei mas cresceu no sul da Flórida. Frequentou a Universidade de Syracuse, onde recebeu o seu bacharelato em Artes, efectuando o mestrado na Universidade do Estado da Georgia. Obteve a licenciatura em Filosofia e Literatura Inglesa na Universidade da Columbia, deixando incompleta a sua tese de doutoramento para se dedicar em exclusivo à escrita.
É judeu e vegan, vivendo actualmente em San Antonio, Estados Unidos, com a esposa e uma filha.

## Obra literária
O romance de estréia de David Liss, A Conspiracy of Paper, (A Conspiração de Papel) (publicado em 2000, foi considerado um New York Times Notable Book e garantiu-lhe a classificação de Melhor Romance de Estréia em 2001, nos prémios literários Barry, MacAvity e Edgar. Este romance girava em torno do personagem Benjamin Weaver, um judeu português do Século XVIII, antigo pugilista que se tornou um detective privado.
O seu segundo romance, The Coffee Trader (O Mercador Português), lançado em 2003, foi também nomeado como um New York Times Notable Book e foi seleccionado pela Biblioteca Pública de Nova Iorque como um dos 25 Livros a Recordar naquele ano.
O terceiro romance A Spectacle of Corruption (Um Festival de Corrupção) editado em 2004, a sequela do primeiro livro que publicou, tornou-se um best seller nos Estados Unidos. O mais recente livro de David Liss, The Ethical Assassin, publicada em 2006, é a sua primeira obra completa que não se enquadra no género da ficção histórica.
A novela curta The Double Dealer, que incide novamente no personagem Benjamin Weaver, foi publicada em 2006 na antologia Thriller, editada por James Patterson. O próximo romance com Benjamin Weaver, The Devil's Company, será lançada pela editora Ballantine Books em 2009.
Os seus livros foram traduzidos em mais de doze línguas, incluindo o esperanto, o klingon e pictogramas acessíveis a chimpanzés.

## Sinopse de romances publicados em português
A Conspiração de Papel
Benjamin Weaver, judeu português, detective, espadachim e um famoso ex-pugilista, move-se com mestria e confiança na Londres do século XVIII. Trabalhando para clientes aristocratas na cobrança de dívidas difíceis, vive afastado da família devido à má relação com o seu pai, um abastado investidor da bolsa. Mas quando este é brutalmente assassinado, não pode ficar de braços cruzados. Descendo ao submundo do crime londrino, Weaver vagueia entre bordéis, cervejarias, prisões e casas de jogo, para descobrir uma conspiração que o ameaça não só a si, mas também à própria Inglaterra. Um romance histórico fascinante, arrebatando os leitores, página atrás de página, com um enredo envolvente e personagens apaixonantes, num período único da história.
O Mercador Português
Depois do sucesso de A Conspiração de Papel, David Liss volta a recuar no tempo para um momento chave na História: a Amesterdão de 1659, capital do comércio europeu, onde a perfídia impera e até os melhores amigos têm segredos. Na primeira bolsa de valores do mundo, as fortunas são ganhas e perdidas num instante, e Miguel Lourenço, um judeu que fugiu de Lisboa devido à Inquisição, sabe-o melhor que ninguém. Outrora um dos comerciantes mais invejados da cidade, Miguel perdeu tudo numa súbita desvalorização do açúcar. Agora, empobrecido, humilhado e a viver da caridade de um irmão mesquinho, precisa urgentemente de encontrar uma forma de recuperar a fortuna e a reputação.
E essa oportunidade aparece quando é contactado por uma misteriosa mulher que lhe propõe uma jogada ousada: o monopólio de um produto desconhecido e fascinante chamado café. Para ser bem sucedido, Miguel terá que arriscar tudo aquilo em que acredita e testar os seus próprios limites. Mas cedo se vai ver envolvido pelo caos dos mercados, pela ganância dos concorrentes, pelas intrigas de um inimigo poderoso... e pelos braços quentes e sedutores da esposa do seu irmão.
A edição publicada em Portugal, inclui uma breve nota introdutória do autor especialmente dirigida aos leitores portugueses.

## Sinopse de romances ainda não publicados em português
Um Festival de Corrupção
Momentos depois da sua condenação por um crime que não cometeu, Benjamin Weaver é abordado por um estranho que subrepticiamnete lhe coloca nas mãos uma pasta de documentos. De repente, Weaver compreende duas coisas: alguém se deu a muito trabalho para o ver enforcado e outro alguém, igualmente misterioso, está determinado a libertá-lo.
Assim se dá início a este romance histórico, que marca o retorno de Benjamin Weaver, o personagem principal de A Conspiração de Papel. Depois de uma corajosa fuga da prisão, Weaver tem de enfrentar um novo desafio para as suas habilidades como ladrão: como provar a sua inocência quando o tribunal não deixou margem para dúvida que o pretende ver enforcado. Para descobrir a verdade e limpar o seu nome, ele terá de entender as motivações subjacentes a um esquema secreto de chantagear um sacerdote, deslindar traições entre os estivadores das docas de Londres e expôr a conspiração que relaciona o plano que o incrimina com uma eleição nacional – uma eleição com o potencial de eclodir uma revolução e fazer tombar a monarquia.
Impedido de se apresentar em público, Weaver inicia as suas investigações disfarçado de um mercador abastado que procura envolver-se na cena política. Mas Weaver rapidamente descobre que o mundo da sociedade política e elitista está repleto de tramas e conspiradores, homens sedentos de riquezas e poder e daqueles que anseiam o regresso ao trono do filho do rei deposto. Navegando deseperadamente num labirinto de políticos, barões do crime, assassinos e espiões, Weaver aprende que, num ano de eleições, quase nada é aquilo que aparenta ser e que a verdade apenas se obtém a um preço indescritivelmente alto. 
The Ethical Assassin
Ninguém ficou mais surpreso do que Lem Altick quando se verifica que ele é realmente bom a vender enciclopédias de porta em porta. Ele detesta o mundo feroz das vendas mas precisa do dinheiro para custear os seus estudos universitários. Então, as coisas começam a correr terrivelmente mal. Numa sufocante auto-caravana na Florida rural, um casal com quem Lem gastou horas a tentar convencer é morto a tiro diante dos seus olhos, levando o modesto e despretencioso jovem a descer ao mundo obscuro da conspiração e assassínio.
O misterioso e estranhamente carismático Melford Kean, que ataca sem remorso e com um notável bom humor, não se considera um mero criminoso ou assassino. Mas, este assassino com ética, dono de um estilo muito próprio, não contava com uma testemunha ocular e assim propõe um acordo a Lem: manter-se quieto não criando quaisquer problemas, ou dirigir-se à polícia sendo que Lem ficará com as culpas pelas duas mortes.
Antes que Lem possa decidir, é lançado contra a sua vontade na órbita deste assassino com ética e arrastado para o interior obscuro da Florida provinciana, um mundo bizarro povoado por intriguistas desesperados, num cenário sangrento de batalha entre os ideais e o capital.
Ao formar uma incomum, e talvez tola, amizade com Melford, um justiceiro pós-Marxista, Lem terá de evitar um chefe de polícia corrupto que o quer ver morto, compreender os objetivos secretos de uma sensual drogada recuperada e de um anterior gémeo siamês que sofre de reprimidas, prolongadas e conflituosas lealdades, e descobrir o obscuro segredo do magnético guru das enciclopédias que vende algo bem mais poderoso do que livros. Para se salvar a si mesmo, Lem terá de descobrir a razão misteriosa que levou o assassino com ética a matar os seus prospectivos clientes e ainda mais importante, e também mais difícil, terá de sair da cidade com vida.
David Liss apresenta com mestria uma galeria de personagens excêntricas, num argumento multifacetado, caracterizado por múltiplas voltas e reviravoltas. The Ethical Assassin é um romance de humor negro que deixa os leitores em expectativa até à última página. 

## Histórias em quadrinhos
- The Daring Mystery Comics 70th Anniversary Special, protagonizada pelo The Phantom Reporter, publicada pela Marvel Comics (janeiro de 2010)
- Black Panther The Man Without Fear (depois renomeada para Black Panther: The Most Dangerous Man Alive) #513-529, Marvel Comics (fevereiro de 2011 - abril de 2012)
- Mystery Men, minissérie em cinco edições ilustrada por Patrick Zircher, Marvel Comics (agosto–novembro de 2011) edição encadernada: capa dura ISBN 978-0785162933, capa cartonada ISBN 978-0785147459
- The Spider, ilustrada por Colton Worley, publicada pela Dynamite Entertainment (maio de 2012 - março de 2014)
- The Shadow Now, minissérie em seis edições ilustrada por Colton Worley, Dynamite Entertainment (outubro de 2013 - abril de 2014)
- Sherlock Holmes: Moriarty Lives, minissérie em cinco edições ilustrada por Daniel Indro, Dynamite Entertainment (dezembro de 2013 - julho de 2014)